# Ортопедска помагала
Ортопедска помагала су техничке справе које служе успостављању и поправљању оштећења локомоторног система, корекцији естетских недостатака тела и пружају помоћ инвалидним лицима и обаљању физиолошких покрета и кретању. 

## Врсте ортопедских помагала
Према својој намени ортопедска помагала се деле на; протезе, ортозе, ортопедску обућу, помагала за бандажу и остала ортопедска помагала (штаке, штапови, хoдалице, улошци итд)

### Протезе за удове
Протеза од грчке речи (грч. πρόσθεσις, „додатак“), је техничка справа (помагало), која треба да функционално и естетски надокнаде део тела који недостаје, најчешће недостајући уд или део уда (екстремитета).
Протеза се обично користе за замену делова тела након повреда (трауме) или за замену недостајућих делова тела од рођења (конгениталне аномалије удова) или као додатак или надокнада оштећеним деловима тела након оперативних захвата (због тумора гангрене итд). 
Функционални делови протезе
- Контактно лежите, преко кога је цео патрљак у контакту са протезом.
- Модули или носиве јединице протезе, који су међусобно повезани механички подесивим зглобовима. Модули су грађени углавном од челика, а лежишта од пластике и силикона, који јако добро приања, али је и скуп.
- Естетски део или облога протезе, прекрива носиви део протезе и својим изгледом имитира природни уд.

Према својој намени деле на; протезе за горње и доње удове и остале протезе.

#### Протезе загорње удове
- Естетска протеза шаке;
- Подлакатна (трансрадијална) естетска протеза;
- Подлакатне (трансрадијалне) механичке протезе са уграђеном шаком;
- Надлакатна (трансхумерална) естетска протеза;
- Надлакатне (трансхумералне) механичке протезе;
- Естетска протеза после дезартикулације рамена.

#### Протезе задоње удове
Врсте протеза за доње удове у односу на време транскрипције
- Постоперативна непосредна протеза ИПОП
- Привремена (темпорална) протеза
- Завршна (дефинитивна) протеза.

Врсте протеза за доње удове у односу на техничке карактеристике
- Егзоскелетне протезе — могу се користити у свим ампутацијама, осим код дисартикулација. Састоје се од лежишта са суспензијом, надколеног дела, коленског зглоба, носивог доњег дела и протетичнког стопала. Лежиште је направљен од дрвета или педила (тврда пена). Доњи део је направљен од чврсте ламиниране пластике. Израда ових протеза је скупа.
- Ендоскелетне протезе — се састоје се од носивог дела преко којег је

облога од меке пенасте гуме и естетска еластична чарапе. Компоненте се израђују у серији, и адаптерима су међусобно повезана. Јефтиније су израде.

##### Протеза за стопало
Ова врста протеза изарађује се након:
- Ампутације прстију: ово су технике ампутације које не утичу много на ход ампутирца. Механизам хода је очуван, осим у случају ампутације ножног палца што представља потешкоћу приликом хода, поготово у фази пропулзије.
- Трансметатарзална ампутација: ампутација кроз метатарзалне кости. Пошто су уклоњене главе метатарзалних костију, онемогућена је трећа клацкалица и остатак стопала без протетичког помагала више нема способност пропулзије.
- Тарзометатарзална (Листфранк) ампутација: на нивоу између тарзуса и метатарзуса. Велики део стопала недостаје тако да је нормалан ход без протетичког помагала несврсисходан.
- Транстарзална (Шопарт) ампутација: ради се тако да је део стопала антериорно од талуса и калканеуса одстрањен. Уз овај ниво ампутације неопходно је високопрофилно ригидно помагало да би се успоставио нормални образац хода.
- Дезартикулација глежња, (Сајм) ампутација: након које је очувана тибија и фибула испод којих се поставља мишићно петно јастуче које обезбеђује добар ослонац за батаљак.

##### Потколене (транстибијалне) протезе
Ово је ниво ампутације доњег уда који се најчешће среће. Зглоб колена је очуван тако да се уз адекватну протезу може успоставити добра биомеханика хода. Квалитетна лежишта и добар избор модерних протетичких стопала омогућава корисницима сасвим нормалне услове за обављање свих животно важних функција.
Протезе после дезартикулације колена
Најбољи избор уколико се мора урадити трансфеморална ампутација. Очувано је дистално оптерећење на батаљак, добра проприоцепција и најбоља дужина фемура и мишића. Једини недостатак може бити естетски изглед приликом седења са протезом. Болесници ову врсту помагала користе радије него класичну трансфеморалну протезу са ишиалним ослонцем, јер им она омогућава лакши ход и мањи утрошак енергије.

##### Натколене (трансфеморалне) протеза
Ампутација изнад колена може се извршити на нивоу проксималне, средње и дисталне трећине фемура. Уз модерно лежиште (ИЦ) које је надокнадило недостатке квадрилатералних лежишта и кориштење модерних зглобова стопала и колена корисник је у могућности, уз одговарајуће терапеутске вежбе да се потпуно уклопи у заједницу и буде јој користан члан.

##### Протеза после дезартикулације кука
Ово је највиши ниво ампутације на доњем уду и представља изазов и протетичару и кориснику. Кориснику јер ово представља одстрањење три најважнија зглоба на доњем уду а протетичару да направи добро лежиште и добро укомпонује припадајуће елементе протезе. Наравно да је за све ово потребно богато радно искуство као и добро познавање анатомије, биомеханике...

### Протезе за дојке
Протезе за дојке направљене су тако да обезбеђују максимални комфор, естетски облик и тежину једнаку физиолошкој. Материјали од којих су направљене протезе за дојке  чине специјалну мешавину силикона обликованог у веома танкој фолији.  Овако израђена протеза својом мекоћом, тежином, бојом и природним обликом обезбеђује психолошку сигурност корисника и задовољавајућу физичку супституцију.
Добра стабилност протезе и њен адекватан положај, током ношења најбоље се одржава посебнинм грудњаком са ушивеним џепом са унутрашње стране.
Након ношења, протезу треба  нежно опрати, благим шампоном или тоалетним сапуном у млакој води, а затим осушити меком памучном крпом или пешкиром и вратити  у оригинално паковање  како би се заштитила од могућих оштећења.

## Ортозе (ортотичка средства)
Ортоза (ортотичко средство) је ортопедско помагало које води, подупире, растерећује, фиксира (стабилизује) или исправља постојећи део тела, и помаже или контролише локоне функције (статички, динамички) код различитих типова оштећења локомоторног апарат.
Ортозе се израђују од нискотемпературних термопластичних материјала, од високотемпературних термопластичних материјала и од карбонских влакана и метала, али су најчешће израђују комбинованом применом више врста материјала (флексибилнијијих или чвршћи материјала) у зависности од њихове намене.
Избор ортозе одређен је биомехаником функционалног дефицита и зато се према њиховој намени деле на корективне и стабилизационе;
Корективне ортозе
Ова врста ортоза примењује се за лечење деформитета и њихову делимичну или потпуне корекцију и/или заустављање њихове деље прогресије. 
Стабилизационе ортозе
Ова врста ортоза примењују за потпору угроженом делу тела.

### Ортопедска обућа
Ортопедске ципеле су специјално дизајнирана и по мери болесника (индивидуалном отиску стопала) израђена медицинска обућа која се примењује код болести или деформитета стопала, код којих болесници не могу да користе конфекцијску обућу. Ортопедске ципеле са улошцима прописује лекар - специјалиста физикалне медицине и ортопед, или васкуларни хирург (код елефантијазе).
Индикације за прописивање ортопедских ципела су;
- лат.
- лат.
- Удубљено стопало - лат.
- лат.
- лат.
- Паралитично стопало - лат.
- Скраћење ноге од 1,5 цм и више код деце (до 18 година) и од 2,5 цм и више код одраслих
- Укочен горњи ножни зглоб или више других зглобова стопала
- Изразите трофичке промене са улцерацијама стопала, неурогеном артропатијом или елефантијаза
- Тешка деформација стопала и глежња након лоше санираног прелома, због чега није могуће коришћење конфекцијске обуће
- лат.
- лат.
- Тешке запаљењске и деструктивне промене код реуматоидног артритиса стопала или горњег ножног зглоба, због чега није могуће коришћење конфекцијске обуће
- Недостатак палца или три прста стопала, или мањак дела ножја или доножја, када се не користи протеза
- Ортопедске ципеле као саставни део ортозе
- Ортопедска ципела, унутрашња ("У“ ципела)

Рокови трајања ортопедских ципела зависе од старосне доби болесника. За младе до 18 година рок трајања ортопедских ципела је 12 месеци, а старији од 18 година ципеле мењају на годину и по дана.

### Остала ортопедска помагала
Ортопедски улошци
Ова помагала служе за корекцију спуштеног свода стопала. Смањено кретање, неприкладна обућа, ход и спортови на тврдим подлогама, продужење живота, повећано оптерећење на раду, само су неки од узрока микротраума, којима је при ходу изложено стопало савременог човека, а оне се са стопала преносе на колена, кукове и кичму. Зато ципеле увек морају пратити тежиште тела а ортопедски улошци као сааставни део обуће смањити дејство тих микротраума на систем за кретање човека. 
Најчешће индикације за примену уложака су:
- Равно стопало - лат.
- Удубљено стопало - лат.
- Спортске активности
- Дијабетесно стопало
- Болност предњег дела стопала - лат. metatarsalgia
- Петни трн - лат. calcar calcanei

Штапови
Штапови су специјално дизајнирана помагала, од дрвета метала пластике или комбинације ових материјала, која омогућавају лакше кретање (због старости, увећане тежине тела, са протезом итд). Штапови могу бити једноставни са једним краком или ради веће стабилности при кретању са 3 и 4 крака.
Носе се увек у супротној руци од болесне ноге. Врста облик и дужина штапа прописују се индивидуално према висини болесника и намени.
Штаке
Као помагало штаке се користе уместо штапова јер пружају боље растерећење него штапови. Могу бити подлакатне или потпазушне. Кад је год то могуће препоручује се примена подлакатних штака. 
Ортопедске ходалице
Ортопедске ходалице, које се користе уместо штапова или штака, премна конструкцији могу бити са:
- четири тачке ослонца,
- са све тачке ослонца и два точкића
- са четири точкића

Инвалидска колица
Ова специјално конструисана колица на ручни или електрични погон намењена су непокретним болесницима који немају могућност ходања због природе болести. Код очуваних покрета руку болесницима се прописују колица на ручни погон а код квадриплегије моторна колица, чије управљање се врши помоћу удаха или на команду издату гласом. 
Болесници са хемиплегијом колица покрећу здравом руком и ногом. Диминзије и облик седишта, наслона и ослонца за ноге и руке на колицима мора бити индивидуално прилагођен болеснику.
Врсте инвалидских колица 
- Инвалидска колица на ручни погон
- Инвалидска колица на електрични погон
- Дечја колица